# Michael Herz (producteur)
Pour les articles homonymes, voir Michael Herz.
Michael Herz, né à New York le 9 mai 1949, est un réalisateur, acteur, scénariste et producteur américain de cinéma.

## Biographie
Il fonde Troma, une maison de production américaine indépendante, avec Lloyd Kaufman, et il en est le vice-président. Il réalise avec Kaufman quelques films dans le cadre de Troma, comme The Toxic Avenger, Sgt. Kabukiman N.Y.P.D. (it) ou Atomic College. Herz s'occupe principalement de l'aspect financier de la maison de production, et apparaît peu dans les films

## Filmographie partielle

### Réalisateur
- 1979 : L'École des dragueuses (en) (Squeeze Play!), co-réalisé avec Lloyd Kaufman, également producteur[2]
- 1982 : Waitress! (it), co-réalisé avec Lloyd Kaufman, également producteur
- 1983 : Monte là-dessus ! (en) (Stuck on You!), co-réalisé avec Lloyd Kaufman, également scénariste
- 1983 : The First Turn-On! (it), co-réalisé avec Lloyd Kaufman, également scénariste
- 1984 : The Toxic Avenger, co-réalisé avec Lloyd Kaufman
- 1986 : Atomic College (Class of Nuke 'Em High), co-réalisé avec Lloyd Kaufman et Richard W. Haines, également acteur
- 1988 : Troma's War (it), co-réalisé avec Lloyd Kaufman
- 1989 : The Toxic Avenger, Part II, co-réalisé avec Lloyd Kaufman, également acteur
- 1989 : The Toxic Avenger Part III: The Last Temptation of Toxie, co-réalisé avec Lloyd Kaufman
- 1991 : Sergent Kabukiman N.Y.P.D (it), co-réalisé avec Lloyd Kaufman
- 1993 : The Troma System, documentaire co-réalisé avec Lloyd Kaufman

### Comme producteur
- 1979 : L'École des dragueuses (Squeeze Play!), également co-réalisateur avec Lloyd Kaufman
- 1980 : Les Chouchous de maman (Mother's Day), réalisé par Charles Kaufman
- 1981 : La Mort en récompense (Graduation Day) de Herb Freed [3]
- 1982 : Waitress! (it), également co-réalisateur avec Lloyd Kaufman
- 1984 : The Dark Side of Midnight (en), de Wes Olsen
- 1985 : Igor & The Lunatics
- 1985 : Screamplay (en) de Rufus Butler Seder
- 1986 : Girl School Screamers
- 1986 : Combat Shock (en), de Buddy Giovinazzo
- 1987 : Lust for Freedom (en), d'Eric Louzil (en)
- 1989 : Fortress of Amerikkka (en), d'Eric Louzil
- 1992 : Class of Nuke 'Em High Part II: Subhumanoid Meltdown (en), également acteur
- 1994 : Class of Nuke 'Em High 3: The Good, the Bad and the Subhumanoid (en)
- 1995 : Blondes Have More Guns
- 1996 : Tromeo and Juliet
- 1998 : Sucker: The Vampire
- 1998 : Terror Firmer
- 2000 : The Rowdy Girls, de Steven Nevius
- 2000 : Citizen Toxie: The Toxic Avenger IV
- 2002 : All the Love You Cannes! (en), de Sean McGrath, Lloyd Kaufman, et Gabriel Friedman
- 2003 : Doggie Tails: Lucky's First Sleep-Over
- 2003 : Parts of the Family
- 2004 : Tales from the Crapper (en)
- 2005 : Make Your Own Damn Movie! (en)
- 2005 : Slaughter Party
- 2006 : Poultrygeist: Night of the Chicken Dead
- 2007 : Dancing into the Future
- 2008 : Kickball: The Movie!
- 2013 : Return to Nuke 'Em High Vol.1
- 2023 : The Toxic Avenger, de Macon Blair

### Comme acteur
- 1969 : The Girl Who Returned de Lloyd Kaufman
- 1986 : Atomic College (Class of Nuke 'Em High), également co-réalisateur avec Lloyd Kaufman et Richard W. Haines : un enseignant
- 1989 : The Toxic Avenger, Part II, également co-réalisateur avec Lloyd Kaufman : voix de Big Mac Bunko
- 1992 : Class of Nuke 'Em High Part II: Subhumanoid Meltdown (en), également producteur : voix de pilote d'hélicoptère